# Car topov
Car topov (rusko царь-пушка, car'-puška) je srednjeveško topniško orožje, razstavljeno v  Moskovskem kremlju. Top je mojstrovina ruskega topniškega livarstva. Iz brona ga je med vladavino carja Fjodorja Ivanoviča leta 1586 v Moskvi ulil ruski mojster Andrej Čohov. Top se ni nikoli uporabil v vojni, čeprav so v njegovi cevi sledovi najmanj enega strela. Po podatkih v Guinnessovi knjigi rekordov je po kalibru največji top na svetu in velika turistična zanimivost. 

## Opis
Top stoji pred kremeljsko orožarno, obrnjen proti Kremeljskemu senatu. Dolg je 5,34 m.  Premer ustja cevi je 120 cm, premer cevi 134 cm, kaliber pa 890 mm. Ulit je iz brona in tehta 39,31 t. Za lažji transport je na cevi ulitih osem pravokotnih očes. Top so leta 1835 postavili na simbolično jekleno lafeto s tremi kolesi, na kateri ga niso nikoli nameravali prevažati ali z nje streljati. Cev je okrašena z reliefnimi podobami, med katerimi je tudi konjeniška podoba carja Fjodorja Ivanoviča s krono in žezlom v roki. Nad prednjim desnim očesom je napis: 
»Po Božji milosti car in veliki vojvoda Fjodor Ivanovič, avtokrat cele Velike Rusije.«
Na cevi sta še dva napisa. Na desnem piše: 
»Po sklepu vernikov, Kristusa kralja in velikega vojvode Fjodorja Ivanoviča, suverenega avtokrata cele Velike Rusije z njegovo pobožno in od Boga blagoslovljeno kraljico, veliko princeso Irino«
na levi pa: 
»V Moskvi poleti leta 7904 (po gregorijanskem koledarju leta 1585) ulil Andrej Čohov.«
Po eni od razlag je topov vzdevek Car povezan s carjem Fjodorjem Ivanovičem, čeprav je bolj verjetno, da je povezan z njegovo izjemno velikostjo. V preteklosti so top včasih imenovali tudi Ruska puška (rusko Дробовик Российский, Drobovik Rossijskij), ker so z njim nameravali streljati po 800 kg železnih kroglic in ne masivnih kamnitih krogel.
Top je po sodobnih kriterijih klasificiran kot možnar, ker je njegova cev dolga samo šest njegovih kalibrov. V 17. in 18. stoletju so ga imeli za bombardo, ker so dolžine možnarjev merile največ 2,5 kalibra, za možnarje dolgega dosega pa največ 3,5 kalibra.
Pred topom je nekaj ulitih železnih krogel, ki tehtajo približno po eno tono. Krogle so dodali za dekoracijo leta 1834, saj so prevelike, da bi bile uporabne. Po izročilu so jih ulili v Sankt Peterburgu in naj bi simbolizirale prijateljsko rivalstvo med Moskvo in Sankt Peterburgom. 

## Zgodovina
Top je med vadavino carja Fjodorja Ivanoviča ulil Andrej Čohov v moskovski livarni topov. 
Lafeto so izdelali in bogato okrasili v sanktpeterburški tovarni Berd po načrtih arhitekta A.P. Brjulova in risbah P.J. de Witta.
Car topov je v preteklosti stal na več krajih v Moskvi. Znano je, da je stal na posebnem podstavku v bližini Lobnojega mesta na Rdečem trgu, da bi branil vzhodne dostope do Kremlja, kar kaže, da je prvotno imel neko uporabno vrednost. Leta 1706 so ga prestavili v kremeljski arzenal in ga postavili na leseno lafeto. Med Napoleonovim pohodom na Rusijo se ni uporabil, vendar ga je Napoleon kjub temu nameraval odpeljati v Francijo kot vojno trofejo. Lesena lafeta je zgorela v požaru leta 1812, zato so jo leta 1835 zamenjali s kovinsko, s katere streljanje ni bilo mogoče. 
Leta 1860 so top prestavili na sedanjo lokacijo na Ivanovskem trgu v bližini Carja zvonov, ki je največji zvon na svetu, vendar ni nikoli zvonil.
Dolgo časa je vladalo mnenje, da je bil Car topov ulit samo zato, da bi naredil mogočen vtis na ruske nasprotnike. Valter Valentinov o tem piše:
»Andrej Čohov je od samega začetka vedel, da se z njim ne bo dalo streljati, saj bi tudi za streljanje dve toni težkega paketa železnih kroglic potreboval ogromen pogonski naboj. Velika količina smodnika je hkrati onemogočala premikanje topa z enega položaja na drugega. Čohov torej ni nameraval uliti uporabnega topa, ampak samo simbol ruske moči in sposobnosti ruske industrije. Car topov je bil v Kremlju postavljen samo zato, da bi naredil mogočen vtis na tuje diplomate.«
Kasnejše študije so pokazale, da top ni bil narejen samo za propagando. 
Top je bil nazadnje obnovljen leta 1980 v Serpuhovu. V Topniški akademiji so ga temeljito preučili strokovnjaki in v njem odkrili sledove smodnika, kar kaže da so ga vkopali v tla in iz njega najmanj enkrat ustrelili.
Tej trditvi nasprotuje teorija, da iz njega sploh niso mogli streljati, ker je bil njegov glavni del izdelan iz brona in bi po vsakem strelu odpadel, in zato, ker nima odprtine za vžig smodniškega polnjenja.

## Kopije

### Donecka kopija
Spomladi 2001 so v Iževskem OAO Ižstal ulili železno kopijo Carja topov. Tehta 42 ton, od tega vsako kolo po 1,5 tone. Cev ima pri ustju premer 1,2 m in kaliber natančno 89 cm.
Kopijo je Moskva poklonila Donecku, kjer so jo maja 2001 postavili pred Mestno hišo. Druga kopija stoji na dvorišču OAO Išžstal.

### Joškar-olska kopija
Druga kopija Carja topov je bila leta 2007 postavljena pred Narodno galerijo v Joškar-Oli. Kopija je izdelana v razmerju 1:2. Je nepopolna, ker so ornamenti drugačni ali jih sploh ni. Manjkajo tudi druge podrobnosti. Tehta približno 12 ton. Cev in lafeta sta jekleni, kolesa pa polna. Ulili so jo v Zvenigovski ladjedelnici N.S. Butjakov. Okrasje je bilo sprva izdelano iz lesa in kasneje ulito v jeklu. Kopija je uporabna za streljanje, ker je cev privarjena na podnožje. Ob topu so štiri jeklene topovske krogle.

## Permski Car topov
Permski Car topov ali Permski velikan je največji 20 palčni top iz jeklene litine na svetu. Za razliko od drugih Carjev, je bil izdelan kot orožje. Izdelan je bil leta 1868  v Motoviliški livarni, sedanjih Motoviliških zavodih, po naročilu Ministrstva za pomorstvo. Permski top je bil po ameriških poročilih ulit po uralski metodi iz zelo kakovostnega kaljenega jekla. Domneva se, da je bil prototip topa nameščen na krovu ameriškega parnika Pouhanan.
Top so preskusili 16. avgusta 1869 s streljanjem z obale Kame, ki je na tem mestu široka 800-1000 m. Kasneje so enake preskuse opravili med Perestrojko. Večino preskusov je opravil F.V. Pestič, poveljnik topništva luke v Kronštadtu. Top je izstrelil 314 strelov, vključno s šrapneli in granatami različnih sistemov. S preskusi se je ugotovila trdnost cevi in optimirala količina smodniškega naboja. Med preskušanjem so količino smodnika postopoma povečali na 120 kg. S 53 kg črnega smodnika ima top domet 1200 m.

### Tehnični podatki
- dolžina cevi: 4,9 m
- kaliber: 20 palcev (508 mm)
- debelina stene: 180 mm (pri ustju), 450 mm (pri ležišču)
- masa cevi: 45.9 t[8]
- skupna masa: 98,3 t
- masa izstrelka: 459 kg
- masa smodniškega naboja: 61 kg

Maketa permskega Carja topov v naravni velikosti je stala pred ruskim paviljonom na Svetovni razstavi na Dunaju leta 1873.
Permski Car topov bi moral stati v Konstantinovi trdnjavi v Kronštadtu, da bi branil dostop do Sankt Peterburga z morja. V trdnjavi je že bilo nameščeno podvozje, ki je omogočalo sukanje topa in pokrivanje celega zaliva. Z dvema takšnima topova naj bi opremili tudi oklepljeno fregato Minin, ki so jo gradili v Sankt Peterburgu od leta 1866 do 1878. 
Prvi top ni nikoli prispel v Kronštadt. Bil je že na poti, vendar so ga vrnili v Perm, ker je inženir-inovator Pavel Matvejevič Obuhov razvil novo tehnologijo za proizvodnjo zelo kakovostnih jeklenih topov. Ustanovil je tovarno v Sankt Peterburgu in začel proizvajati lažje topove z zaklepom, ki so bili tehnično naprednejši od permskega topa.
Cesar Aleksander je odločil, da bodo permskega Carja ohranili kot zgodovinsko relikvijo in ga rešil pred uničenjem. Top je zdaj razstavljen v muzeju vojaške opreme v PAO Motoviliha v Permu. 